# Odes (Horace)
Pour les articles homonymes, voir Ode (homonymie).
Les Odes (en latin : Carmina) sont un recueil de 103 poèmes du poète latin Horace, dédié à son protecteur Mécène, dont les trois premiers livres sont publiés en 23 av. J.-C. et le quatrième après 15 av. J.-C..

## Histoire du texte
Après les Satires et les Épodes, les Odes sont le troisième recueil publié par Horace. Elles marquent un tournant dans son inspiration : il abandonne l'iambe, définitivement, et l'hexamètre dactylique, provisoirement ; la veine satirique du poète semble s'être tarie, et il se tourne alors vers le lyrisme. Plusieurs explications à cette rupture ont été proposées par les chercheurs : épuisement du genre satirique et lassitude, maturité de l'homme, bataille d'Actium (31 av. J.-C.) qui installe une paix durable après les longues guerres civiles ; peut-être Horace sent-il aussi la possibilité de briller dans un registre plus élevé. En tout cas, il est sollicité par son entourage, dont Mécène, pour célébrer l'œuvre d'Octave.
La principale source d'inspiration d'Horace est le poète grec archaïque Alcée de Mytilène (mort vers 580 av. J .-C.). C'est à lui qu'il emprunte la strophe de quatre vers, quasiment inutilisée depuis, et notamment la forme fixe de la strophe alcaïque.

## Représentation du poète

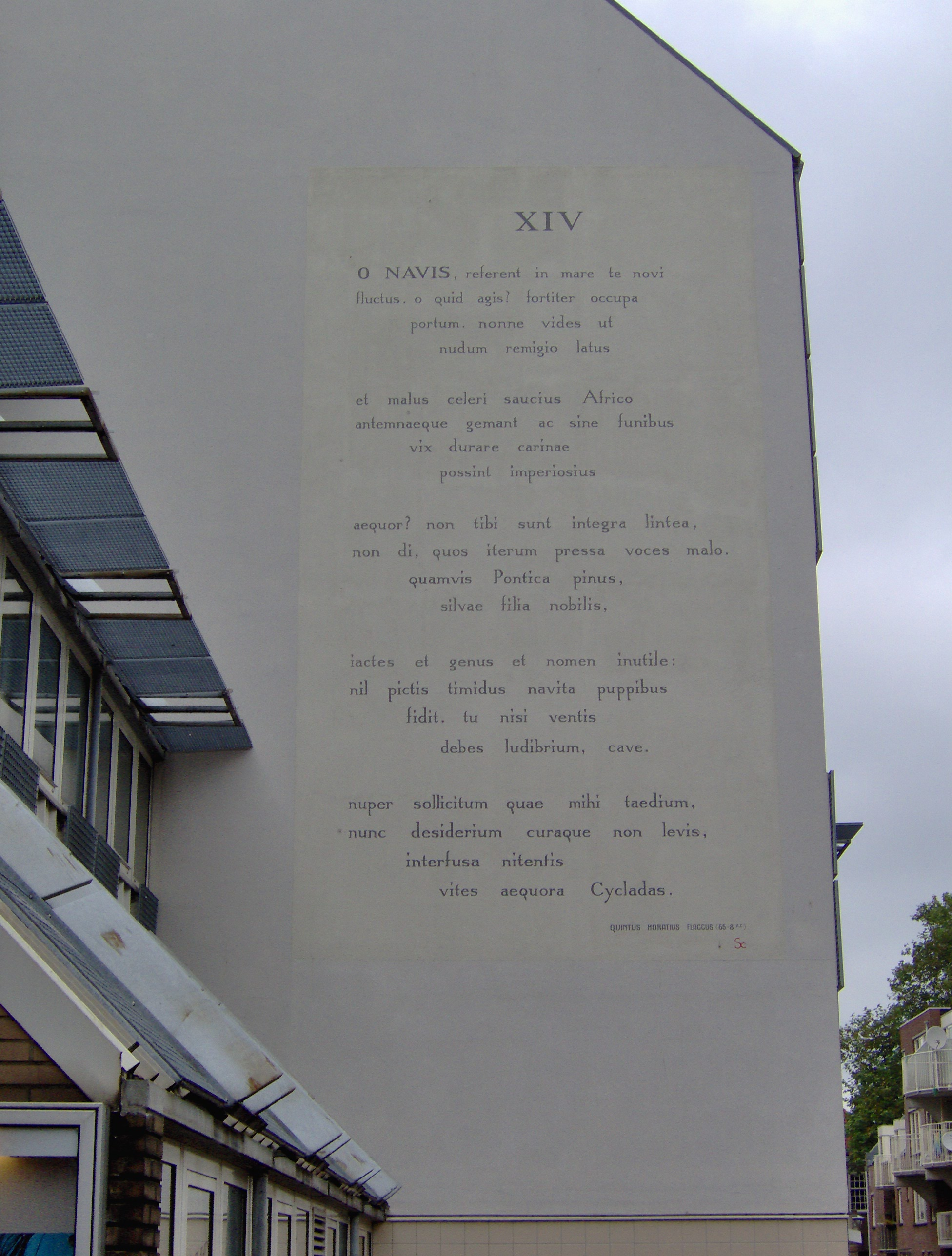
Texte de l'ode I, 14 sur un mur d'immeuble à Leyde, Pays-Bas

Il est rare, dans les trois premiers livres, que le poète se peigne sans une touche d'autodérision : la métamorphose du poète en cygne et son envol sont décrits avec un luxe de détails burlesques ; certes, mais il s'agit avant tout, du testament poétique d'Horace.

## Mise en musique
À l'époque moderne, plusieurs auteurs ont mis ces odes en musique. Au XVIe siècle, Philibert Jambe de fer publia la sienne, perdue actuellement. Au XVIIe siècle, on peut citer l'avocat Étienne Du Chemin. Son édition est perdue également.
Le chant de Virgile, titre d'un enregistrement de Paul Van Nevel dirigeant le Huelgas-Ensemble, est particulièrement remarquable, notamment sur l'Ode 20 du livre II.